# Чарочник сферичний
{{#ifeq:0|0|{{#if:Physcomitrium sphaericum|{{#if:|[[]}}|[[]]}}}}
Чарочник сферичний (Physcomitrium sphaericum) — вид мохів порядку скрученіжкальних (Funariales).

## Поширення
Батьківщиною є Європа, Азія.